# Craig Ball
Craig Ball is een Amerikaanse jazz-klarinettist en bigband-leider. 
Ball is de leider van het swing-orkest White Heat Swing Orchestra, dat een rol speelde in de revival van swing en lindy in de jaren negentig. Het orkest speelde enkele jaren in de Roxy in Boston, waar het onder meer Tony Bennett en Cab Calloway begeleidde. Ook begeleidde de band Norah Jones (in Lincoln Center), Lou Rawls en Joel Grey. Tevens speelde het orkest op de soundtrack van de film "Dick Tracy". Naast dit orkest geeft Ball leiding aan de kleine swinggroep The Back Bay Rhythm Makers en de Charles River Stompers, waarmee hij meer traditionele jazz speelt (met o.m. banjo's).